# Големият Ед Съливан
 Тази статия е за блус китариста.  За шоумена вижте Ед Съливан.  
Големият Ед Съливан (на английски: Big Ed Sullivan) е Бруклински блус и рокабили изпълнител, свирещ на китара и хармоника, мултиинструменталист.
Големият Ед е израснал точно до канала в Гованус, Бруклин, където прекарва дълги часове, в изучаването на китара и хармоника, докато в същото време приятелите му стават жертви на наркотици и гангстерски битки. Тогава попада под влиянието на други блус и рокабили изпълнители, като Слим Харпо, Албърт Колинс, Дани Гатън, Линк Рей и др.
Блус джем шоуто на Големият Ед Съливан се провежда в Ред Лион бар в Гринуич Вилидж на Блийцкър стрийт. Считано от около 2018 г. Големият Ед Съливан свири на това място в продължение на 27 години.  Големият Ед е един от редовните музиканти, изявяващи се на сцената на Manny's Car Wash, считан за бившият храм на блуса в Ню Йорк. Ед също свири на много фестивали, организирани в този град, като е и един от основателите на рокабили групата The Rebel Rockers, включваща и члена на Stray Cats Гари Сетцер.

## Основен инструмент
- Китара – Гибсън  Firebird 69.[2]

## Дискография
| Big                                                                                   | DixieFrog         | 1999 |
| Big Ed Sullivan                                                                       | Dixiefrog Records | 2002 |
| Run The Border                                                                        | DixieFrog         | 2002 |
| Arthur Neilson, Big Ed Sullivan, Mason Casey, Popa Chubby – New York City Blues Revue | DixieFrog         | 2002 |
| Fast Cars, Cheap Woman And Dirty Pool                                                 | DixieFrog         | 2004 |
| 300 Pounds Of Brooklyn Love                                                           | DixieFrog         | 2006 |
| It Takes A Big Big Man                                                                | DixieFrog         | 2008 |

| Popa Chubby Presents the New York City Blues | DixieFrog | 1999 |
| New York City Blues Revue                    | DixieFrog | 2002 |

## Видеография
| Big Ed Sullivan Blues Jam Red Lion Club | Sonic Winter | 2014 |

| Fête de la musique     | САЩ              | 20 юни 2009  |
| Caf'Conc               | Баналек, Франция | 28 март 2012 |
| Samones blues festival | Швейцария        | 30 март 2013 |